# Pat Metheny
Patrick Metheny dit Pat Metheny, né le 12 août 1954 à Lee's Summit dans le Missouri, est un guitariste américain de jazz et meneur du Pat Metheny Group.
Très prolifique, il se produit sur scène à raison de 200 concerts par an depuis 1974.
Une partie des critiques de jazz a longtemps eu tendance à scinder son œuvre en deux branches : celle de jazzman et celle de leader du Pat Metheny Group. Au jazz académique ouvert à des expériences variées, ils opposaient un musicien prospectif et plus expérimental. Les récompenses multiples pour l'une et l'autre ne permettent pas de résoudre cette opposition, mais montrent la reconnaissance des deux facettes du musicien. Pat Metheny lui-même a vigoureusement nié cette dichotomie à plusieurs reprises, estimant que l'ensemble de sa production musicale était au contraire dictée par une exigence musicale continue. Son but est de mettre en lumière différents aspects de sa personnalité musicale, tout en estimant qu'il n'y a aucune différence entre ces différents aspects.

## Biographie
Patrick Bruce Metheny naît le 12 août 1954 à Lee's Summit dans le Missouri.
Issu d'une famille de musiciens, il commence par la trompette à 8 ans avant de passer à la guitare à 13, du fait de problèmes de dentition.
Il fait son lycée à Lee's Summit dans le Missouri, puis entre à l'université de Miami à Coral Gables (Floride). Alors qu'il est âgé de seulement 18 ans, on lui propose d'être enseignant. Il devient ainsi le plus jeune professeur à avoir enseigné dans cette université. Découvert par Gary Burton, il entre à 19 ans au célèbre Berklee College of Music, où il enseigne dès l'année suivante, devenant alors le plus jeune professeur de l'histoire de l'école,.
Son premier enregistrement est l'album Jaco de Paul Bley, paru en 1974, sur lequel jouent aussi Jaco Pastorius et Bruce Ditmas. De 1974 à 1977, Gary Burton le prend comme guitariste dans son groupe.
Mais Pat ne se satisfait pas d'être un accompagnateur. Très vite, il se fait un nom. Sa popularité démarre en 1975 avec l'album Bright Size Life, sur lequel jouent Bob Moses à la batterie et Jaco Pastorius à la basse. En parallèle, il fonde en 1977 son propre groupe avec le pianiste Lyle Mays, qu'il a rencontré dans le groupe de Gary Burton.

### Pat Metheny Group
Le Pat Metheny Group est une entité considérée par l'artiste comme la pierre angulaire expérimentale de sa musique. Il lui permet toutes les fantaisies de compositeur.
Le noyau initial est composé du binôme Metheny/Mays. À partir de 1981, le noyau s'établit autour de trois personnes : Pat Metheny, Lyle Mays et Steve Rodby (en), qui sont coproducteurs du groupe.
On retrouve dans la musique du Pat Metheny Group de nombreuses influences :  le jazz, le folk, le rock, la musique country, la world music (notamment la musique brésilienne, plus particulièrement celle de Milton Nascimento), la musique classique (en particulier les compositeurs impressionnistes)...
Les morceaux du Pat Metheny Group sont généralement cosignés par Metheny et Mays. Les rôles ne sont pas figés mais, la plupart du temps, Pat Metheny écrit la trame mélodique et harmonique, tandis que Mays réalise l'arrangement final.
Si la « cellule centrale » Metheny-Mays reste inchangée, l'ensemble des autres musiciens du groupe a souvent été remanié. On a pu y entendre :
- basse et/ou contrebasse :  Mark Egan (en), Steve Rodby (en) ;
- batterie : Danny Gottlieb, Paul Wertico (en), Antonio Sánchez ;
- percussions : Naná Vasconcelos, Armando Marcal ;
- trompette, voix, percussions : Cuong Vu ;
- harmonica, percussions : Gregoire Maret ;

ainsi que Pedro Aznar, Mark Ledford (en), David Blamires (no), Richard Bona, Nando Lauria, Philip Hamilton, Dave Holland, Roy Haynes au chant, percussions, guitare, basse et autres instruments.
La plupart des musiciens sont poly-instrumentistes, ce qui permet à Metheny et Mays d'écrire des pièces aux instrumentations variées et aux arrangements souvent complexes.
Metheny lui-même joue de différents types de guitares : guitares acoustiques à 6 ou 12 cordes, guitare Pikasso (une guitare à 42 cordes construite pour lui par Linda Manzer), guitares électriques, guitare-synthétiseur (pour piloter via protocole MIDI un synclavier)...
De son côte, Lyle Mays, en plus du piano et des synthétiseurs, a parfois aussi joué au sein du groupe de la trompette, de l'autoharpe, de la guitare et de l'accordéon.

## Autres projets et collaborations
Lorsqu'il travaille hors du Pat Metheny Group, Pat Metheny se produit comme leader au sein de petites formations (duos, trios, quartet) ou comme accompagnateur pour d'autres musiciens (voir discographie). Musicien au spectre large, on a pu l'entendre dans des contextes très différent : jazz moderne post-bop, free jazz (avec par exemple Ornette Coleman), jazz-rock, pop, rock (avec David Bowie), musique brésilienne (avec Milton Nascimento, Toninho Horta...), musique contemporaine (avec Steve Reich)...
Metheny a également participé comme compositeur et/ou instrumentiste à quelques musiques de films (Under Fire, Le Jeu du faucon, Passaggio per il paradiso, Map of the World, parmi d'autres).
Certains des projets personnels de Metheny sont très éloignés du jazz-rock/world music du Pat Metheny Group. On a pu ainsi l'entendre dans des albums expérimentaux assez pointus comme son disque avec Derek Bailey ou le difficile Zero Tolerance for Silence.
Metheny lui-même assure que ce sont ses activités hors du groupe qui lui permettent de financer les projets du Pat Metheny Group.
Pat Metheny, en dehors de ses activités d'instrumentiste et de compositeur, a également produit des albums d'artistes dont la musique est assez éloignée du jazz (par exemple, les chanteuses Noa et Anna Maria Jopek).
Début 2010, il sort un album solo réalisé avec un « orchestrion. La sortie de cet album s'accompagne d'une tournée mondiale. Grâce à cette technologie, Metheny peut avec sa guitare piloter en direct un autre instrument (le piano, par exemple) ou séquencer pour les utiliser comme accompagnement les parties d'une multitude d'instruments. L'originalité du projet vient de la rencontre entre une technologie high-tech (ordinateurs, synclavier, instruments MIDI via des solénoïdes) et une technologie volontairement « passéiste » (instruments automates au charme désuet).

## Influences

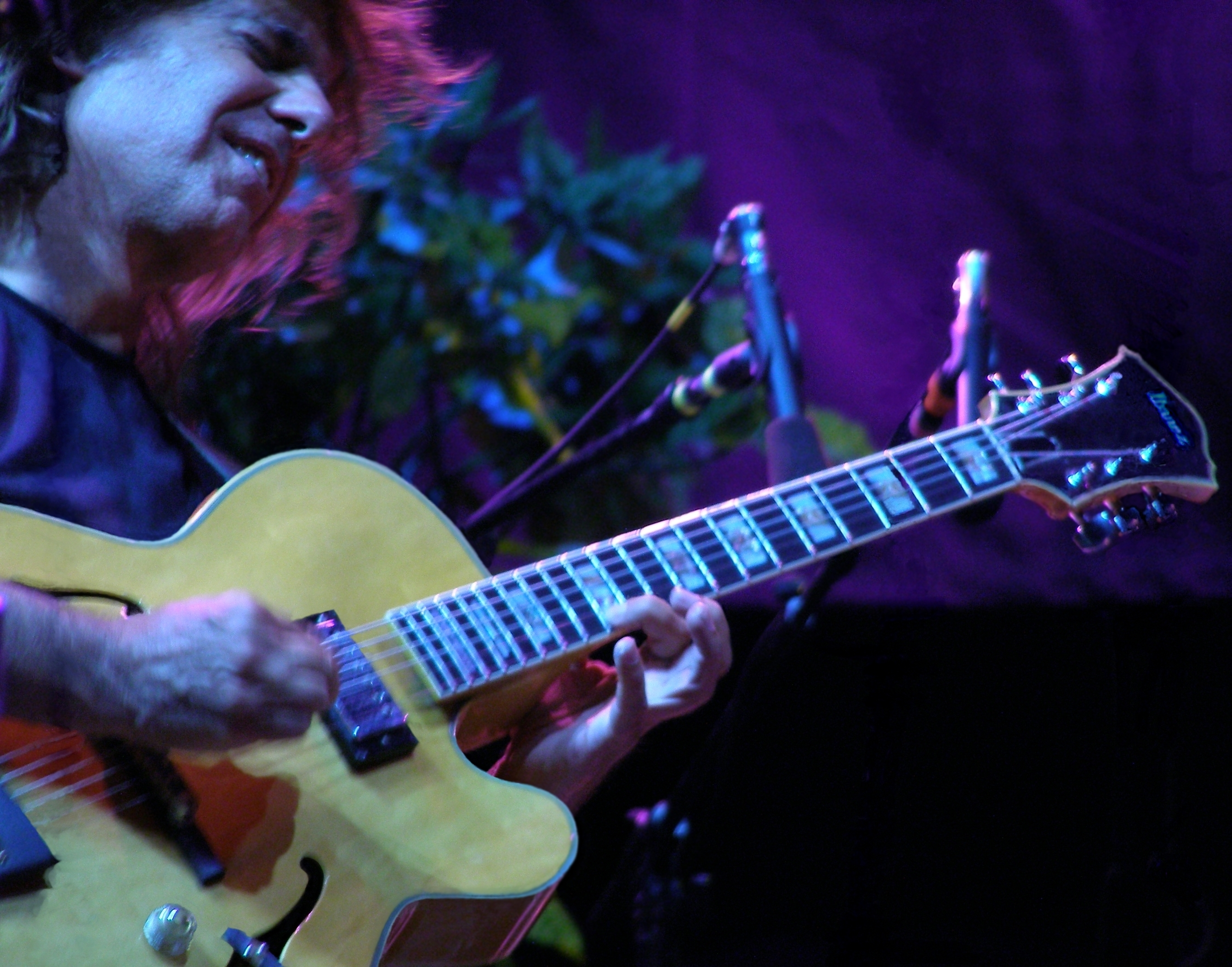
Pat Metheny au Milano Jazzin' Festival en 2008.

Pat Metheny indique qu'il a d'abord été un grand fan des Beatles avant que le jazz se révèle à lui quand il découvre, à l'âge de 12 ans, l'album Four & More de Miles Davis.
Pat Metheny répète souvent qu'il joue la musique qu'il aimerait entendre. Sa musique reflète sa curiosité : il avoue avoir été influencé par la musique classique, la musique contemporaine (collaborations avec Steve Reich qui compose pour lui Electric Counterpoint en 1987), le rock, la musique folk et country américaine, mais aussi les musiques traditionnelles du monde. Il est notamment très influencé par la musique brésilienne. Il a vécu au Brésil pendant un moment et a travaillé avec des musiciens tels que Milton Nascimento ou Toninho Horta.
Parmi les guitaristes, Metheny a souvent cité Wes Montgomery et Jim Hall comme ses influences principales. Le jeu de Metheny révèle aussi l'influence d'Ornette Coleman (figure emblématique du free jazz et inventeur de l'harmolodie) avec lequel il a enregistré un disque.
Pat Metheny a influencé à son tour de nombreux musiciens de la nouvelle génération, dont plusieurs font des reprises de ses compositions ou même rejoignent les rangs du Pat Metheny Group ou d'autres de ses projets.
Le chercheur David Ake souligne l'influence de la musique country et de sa région natale, le Missouri, dans la musique de Metheny. Cette influence de la ruralité contraste avec la nature majoritairement urbaine du jazz, mais est également présente chez d'autres musiciens américains importants comme Keith Jarrett et Bill Frisell. Cette influence est également constatée par Amaury Chaumond qui relève l'emploi de techniques issues de la country, comme le picking, l'accordage Nashville, la guitare à douze cordes, ainsi que l'influence de ses racines (Beyond the Missouri Sky ou Missouri Uncompromised sur l'album Bright Size Life...).
Pat Metheny est également connu pour ses prises de position. Il a publié une critique virulente du saxophoniste soprano Kenny G, qu'il accuse non seulement d'être un musicien à la technique défaillante et ne sachant pas improviser, mais surtout d'avoir utilisé la chanson de Louis Armstrong, What a Wonderful World, en overdubbing. Il a aussi déclaré : « Il y a plus de mauvaise musique en jazz que dans tout autre style. Peut-être parce que le public ne sait pas vraiment ce qui se passe. »

## Guitares

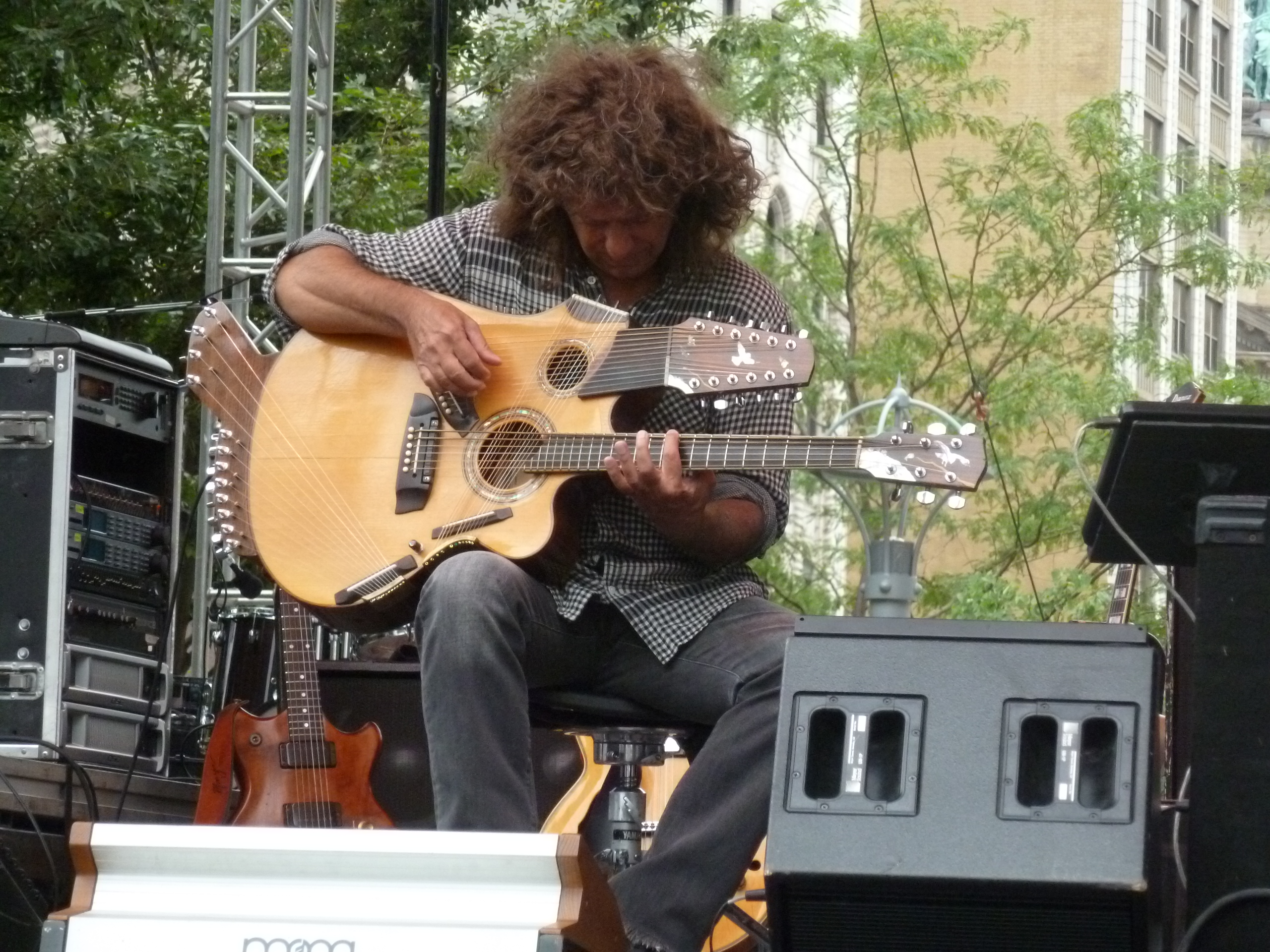
Pat Metheny avec la guitare Pikasso réalisée par Linda Manzer.

La luthière canadienne Linda Manzer (en) a réalisé plusieurs guitares pour Pat Metheny : celui-ci en identifie une vingtaine à la fin des années 2000 et affirme que « chacune [lui] a ouvert une nouvelle gamme de possibilités sonores à explorer ». Il indique que la première qu'elle a confectionnée pour lui en 1982, une guitare acoustique à six cordes qu'il appelle Linda 6 et qu'il utilise pour la première fois sur son album Rejoicing, l'a encouragé à commencer à jouer de cet instrument. De son côté, Linda Manzer estime que Pat Metheny l'a inspirée « dans l'exploration au-delà de tout ce qu'elle pensait possible pour une guitare ». L'une des guitares les plus notables réalisées par Linda Manzer pour Pat Metheny est la guitare Pikasso, inspirée des tableaux cubistes de Pablo Picasso, qui se distingue notamment par ses quatre manches et ses 42 cordes : elle résulte d'une commande formulée par Pat Metheny en 1984 pour une guitare ayant « le plus de cordes possibles ». La réalisation a demandé deux ans (environ 1 000 heures) et Pat Metheny indique qu'il lui a fallu environ dix ans pour savoir accorder et maîtriser l'instrument.

## Distinctions
Pat Metheny a gagné de très nombreux prix :
- 35 nominations et 20 prix gagnés aux Grammy Awards

- 3 disques d'or (pour Secret Story, Still Life (Talking) et Letter From Home)
- « Guitariste de l'année » par le Down Beat Readers Poll en 1989, 1990, et de 2007 à 2013.
- « Jazzman de l'année » (1990), « Meilleur joueur de guitare-synthé » (1990, 1991, 1992), « Meilleur guitariste » (2013), « meilleur groupe » (1990, 2013) par le JazzTimes Readers Poll.
- En 1995, Pat Metheny se voit attribuer le prix Miles-Davis par le Festival international de jazz de Montréal.
- Il est introduit en 2013 au Down Beat Hall of Fame[4].
- En 2018, il reçoit le prix Jazz Master du National Endowment for the Arts, la plus prestigieuse récompense jazz aux États-Unis[4]. La même année, il est élu à l'Académie royale de musique de Suède[17].
- Le 29 mai 2019, Pat Metheny reçoit un doctorat honoris causa de l'École de musique Schulich de l'Université McGill de Montréal[18].